# Unger Stahlbau
Die Unger Stahlbau Ges.m.b.H. ist ein österreichisches Familienunternehmen in der ausführenden Bauindustrie. Das Unternehmen hat die drei Geschäftsbereiche Stahlbau, Generalunternehmung und Real Estate. Die Zentrale der Unternehmensgruppe mit einem Produktionswerk befindet sich im südburgenländischen Oberwart. Zwei weitere Produktionsstätten befinden sich im Emirat Schardscha in den Vereinigten Arabischen Emiraten und in Brehna bei Leipzig in Deutschland. Jährlich werden in diesen Werken rund 90.000 Tonnen Stahl verarbeitet und weltweit exportiert. Die Unger Steel Group hat mehr als 20 Niederlassungen in West-, Mittel- und Osteuropa sowie dem Mittleren Osten. In diesen Geschäftsstellen beschäftigt das Unternehmen 1.600 Mitarbeiter. Die Kernmärkte der Unternehmensgruppe stellen Österreich, Deutschland, Rumänien und die VAE dar. 

## Geschichte
Josef Unger übernahm 1986 den 1952 gegründeten Schlosserbetrieb seines Vaters mit sieben Mitarbeitern. Ausschlaggebend für den Durchbruch des Unternehmens war die Errichtung der Davis Cup Halle im Schwarzl-Freizeitzentrum in Unterpremstätten. In den folgenden 20 Jahren gelang der Aufbau eines international operierenden Unternehmens. 1993 wurden Tochtergesellschaften in Berlin und Budapest gegründet. Im Folgejahr wurden Niederlassungen in Wien und Amman eingerichtet. Nachdem im Jahr 1995 mit der Markterschließung Osteuropas begonnen wurde, folgte im Jahr 1998 die Gründung einer Niederlassung in Moskau und einer Tochtergesellschaft in Bukarest. Die Unger Gruppe setzte unter anderem schlüsselfertige Bauprojekte in den ehemaligen COMECON-Ländern um.
2001 wurden Niederlassungen in Innsbruck und Wien sowie die Tochtergesellschaft Unger Immobilien GmbH errichtet. Diese bietet Dienstleistungen im Bereich der Wirtschaftlichkeitsanalyse, Immobilienentwicklung, Finanzierung und Facility Management an. Im Jahr 2006 folgte die Gründung der Tochtergesellschaft in Schardscha (Vereinigte Arabische Emirate). Im Folgejahr wurde die neue Stahlbaufertigung und der Bürokomplex in Schardscha in Betrieb genommen und ein weiterer Expansionsschritt durch die Eröffnung einer Tochtergesellschaft in Bosnien gemacht. 2008 übernahm der Sohn von Josef Unger, Matthias Unger, eine aktive Rolle im Familienunternehmen. 2009 erfolgte die Zertifizierung des gesamten Unternehmens gemäß ISO 9001: 2015 in allen Geschäftsbereichen. In den zwei darauf folgenden Jahren gelangen durch die Eröffnung eines Büros in Düsseldorf und einer Niederlassung in Berlin weitere Expansionsschritte in Deutschland.
2012 wurde die Produktion in Oberwart erweitert, um die steigende Nachfrage abdecken zu können. Im darauf folgenden Jahr wurde eine Niederlassung in Linz eröffnet. Ab 2017 führten Josef Unger und Matthias Unger gemeinsam den Familienkonzern. 2018 bis 2020 wurde die Zentrale in Oberwart modernisiert und erweitert. Das Gebäude wurde thermisch saniert, die Heiz- und Klimatechnik erneuert, ein Gründach angelegt, sowie eine 1.450-kWp-Photovoltaikanlage installiert. Im Büro- und Produktionsgebäude wurde auf LED-Beleuchtung umgestellt und 38 Ladestationen für Elektrofahrzeuge errichtet.
Seit 2020 führt Matthias Unger die Unternehmensgruppe, Josef Unger ist als Geschäftsführer der Unger International Holding weiter an Bord. 2021 kaufte Unger Stahlbau das mittelständische Unternehmen Stahlbau Brehna (Brehna, Sachsen-Anhalt), welches nun unter dem neuen Firmennamen Unger Stahlbau Brehna GmbH geführt wird. 2023 setzte das Unternehmen knapp 300 Mio. Euro um. Eine Niederlassung in Hamburg wurde gegründet. 2024 erfolgte die Gründung eines Joint Ventures zwischen der Unger Steel Produktion in Sharjah, Vereinigte Arabische Emirate (VAE), und dem größten US-amerikanischen Bau- und Anlagenbau Unternehmen Bechtel Corporation, zur Unger Steel FZE (Free Zone Establishment). Die Aktivitäten des europäischen Teils der Unger Steel Group bleiben von der Gründung des Joint Ventures unberührt.

## Geschäftsbereiche
Die Kernkompetenzen der Unternehmensgruppe bilden der konstruktive sowie architektonische Stahlbau, die schlüsselfertige Realisierung gesamter Objekte sowie Projektentwicklung (Real Estate). Als Generalunternehmer übernimmt das Unternehmen die gesamte Projektsteuerung und das Projektmanagement. Im Geschäftsbereich Real Estate bietet die Unger Immobilien GmbH strategische Beratung, gesamtheitliche Entwicklung, Planung und Umsetzung eigener oder fremder Projekte.

## Nachhaltigkeit - CO2-reduzierter Stahl
Für eine nachhaltigere Zukunft setzt Unger Stahlbau grünen Stahl ein und implementiert Kreislaufwirtschaftsprinzipien. Unger Stahlbau verarbeitet CO2 -reduzierten Stahl, wodurch sich eine Reduktion um bis zu ca. 70 % des CO2 -Fußabdrucks bereits nur über das Rohmaterial erzielen lässt. Die im Stahlbau bereits etablierte Kreislaufwirtschaft ist ein wichtiger Schritt in Richtung Nachhaltigkeit und Umweltschutz. Sie trägt zur Reduzierung von Treibhausgasemissionen (CO2) und zur Schonung von Ressourcen bei und spielt eine entscheidende Rolle in der globalen Bemühung um eine nachhaltigere Zukunft. Der Baustoff Stahl ist vollständig recycelbar, ohne an Qualität zu verlieren.

## Auszeichnungen
Die Unger Steel Group erhielt im Laufe der Unternehmensgeschichte unter anderem folgende Auszeichnungen:
- Solid Bau Tech Preis 2015 (WU Wien)[12]
- Prämierung mit dem Österreichischen Stahlbaupreis 2015 (WU Wien)[13]
- Global Galvanizing Award 2015 (Rautendachkonstruktion des neuen Wiener Hauptbahnhofes der ÖBB)[14]
- Europäischer Stahlbaupreis 2015 (Rautendachkonstruktion des neuen Wiener Hauptbahnhofes der ÖBB)[15]
- Europäischer Stahlbaupreis 2019 (ÖAMTC-Zentrale in Wien)[16]
- Europäischer Stahlbaupreis 2021 (KTM Motohall)[17][18]
- Österreichischer Stahlbaupreis 2023 – Kategorie: Nachhaltigkeit (Mobile Schwimmhalle im Wiener Stadionbad)[19]

## Zertifizierungen
- Qualitätsmanagementsystem: ISO 9001:2015[20]
- Umweltmanagementsystem: ISO 14001:2015[21]
- Sicherheitsmanagementsystem – Montage: SCC**:2011[22]

- Ausführung von Stahltragwerken – Konformität der werkseigenen Produktionskontrolle: EN 1090-1:2009+A1:2011[23]
- Ausführung von Stahltragwerken – Schweißen von Stahltragwerken bis EXC4: EN 1090-2:2018[24]
- Schweißtechnische Qualitätssicherung: EN ISO 3824-2:2021[25]
- Herstellerqualifikation zum Schweißen von Betonstahl: EN ISO 17660-1:2006[26]